# Katsdorf
Katsdorf est une commune autrichienne du district de Perg en Haute-Autriche.